# Melanie Spath
Melanie Spath, eigentlich Melanie Späth, (* 16. Juni 1981 in Flensburg) ist eine ehemalige deutsch-irische Radsportlerin, die auf Straße, Bahn und dem Mountainbike aktiv war.

## Sportliche Laufbahn
Melanie Spath wurde als Melanie Späth in Deutschland geboren, wuchs dort auf und schloss die Schule ab. Anfang der 2000er Jahre ging sie für ein Jahr nach Irland, um anschließend in Deutschland ein Studium zu beginnen. Sie blieb jedoch in Dublin und nahm ein Studium der Genetik am dortigen Trinity College auf. Sie heiratete den irischen Radsportler Ryan Sherlock, der sie auch trainiert, und startet seit 2012 für den irischen Radsportverband. Sie besitzt sowohl die irische wie auch die deutsche Staatsbürgerschaft.
Ihre sportliche Karriere begann Spath mit Kampfsport (Taekwondo und Jiu Jitsu). Nach Abschluss ihres Studiums im Jahre 2005 wandte sie sich dem Radsport zu, zunächst auf dem Mountainbike, und begann 2007 mit dem ernsthaften Training. 2010 belegte sie bei der 2010 British XC MTB Series Rang vier und gewann diese Rennserie im Jahr darauf. Ebenfalls 2011 begann sie mit dem Straßenradsport und später auch mit dem Bahnradsport. 2012 sowie 2013 wurde Melanie Spath irische Meister im Straßenrennen, im Einzelzeitfahren belegte sie jeweils Rang zwei.
Ab Anfang 2014 litt Melanie Spath an einer Erkrankung der Arterien, musste sich einer Operation unterziehen und sportlich zurückstecken. Bei den UEC-Bahn-Europameisterschaften 2015 im schweizerischen Grenchen belegte sie in der Einerverfolgung Platz sieben und gemeinsam mit Lydia Boylan, Josie Knight und Eimear Moran  im irischen Vierer Platz sechs in der Mannschaftsverfolgung.
Im Februar 2018 wurde Spath Mutter eines Jungen. Sie kündigte an, ihr Engagement als Mitglied der Frauenkommission von Irish Cyclist fortzusetzen. Im August des Jahres belegte sie bei der irischen Meisterschaft Platz drei in der Einerverfolgung.

## Ehrungen
2009 und 2012 wurde Melanie Spath in Irland als „Radsportlerin des Jahres“ geehrt.